# Богалуса (Луизијана)
Богалуса (енгл. Bogalusa) град је у америчкој савезној држави Луизијана.

## Демографија
По попису из 2010. године број становника је 12.232, што је 1.133 (-8,5%) становника мање него 2000. године.
| Група             | 2000.         | 2010.         |
| Белци             | 7.582 (56,7%) | 5.810 (47,5%) |
| Афроамериканци    | 5.508 (41,2%) | 5.926 (48,4%) |
| Азијати           | 52 (0,4%)     | 46 (0,4%)     |
| Хиспаноамериканци | 100 (0,7%)    | 285 (2,3%)    |
| Укупно            | 13.365        | 12.232        |